# Hochzeit auf italienisch

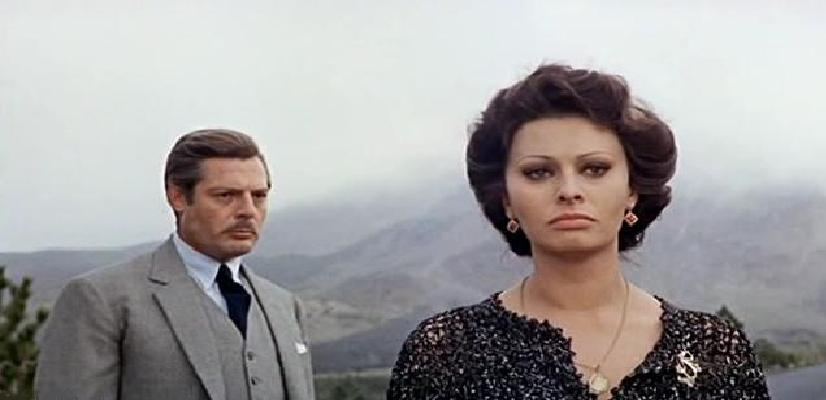

Der italienische Spielfilm Hochzeit auf italienisch (orig. Matrimonio all’italiana) von 1964 ist eine melodramatische Komödie. Nach Gestern, heute und morgen, der 1963 erschien, besetzte Regisseur Vittorio De Sica erneut das populäre Gespann Sophia Loren und Marcello Mastroianni in den Hauptrollen. Hochzeit auf italienisch beruht auf der Theaterkomödie Filumena Marturano von Eduardo De Filippo aus dem Jahr 1947, die dieser bereits 1951 unter demselben Titel verfilmt hatte. Der Film wurde sowohl in Italien als auch im Ausland preisgekrönt, darunter mit dem Nastro d’Argento und dem Golden Globe Award.

## Handlung
Filumena, eine neapolitanische Dirne mittleren Alters, liegt matt im Krankenbett. Ihre Haushälterin Rosalia und deren Sohn Alfredo kümmern sich um sie. Sie verlangt dringend nach Domenico, einen Lebemann und Besitzer mehrerer Bäckereien und Konditoreien, der etwas genervt ist und sich fragt, was sie diesmal wieder will. Er ist nicht nur seit zwei Jahrzehnten ihr treuester Stammgast, sondern lässt sie auch in der Wohnung seiner verstorbenen Mutter wohnen und zahlt den Haushalt. Als sie statt nach dem Arzt nach dem Priester verlangt, erinnert sich Domenico an die Jahre mit ihr.
Sie lernten sich kennen während des Kriegs in einem Bordell im Hafen von Neapel, als dieser bombardiert wurde. Sie entwickelten Gefühle füreinander, doch Filumenas Hoffnungen auf eine geregelte Beziehung sind unerfüllt geblieben. Domenico ist wegen Auslandsreisen öfter für mehrere Monate abwesend gewesen. Bis zu deren Tod überließ er ihr seine Mutter zur Pflege und machte sie zur Geschäftsführerin einer der Konditoreien.
Den Priester, Domenico und die Bediensteten um ihr Krankenbett geschart, bittet Filumena, dass Domenico sie heiratet. Der plant bereits seine Vermählung mit seiner Sekretärin Diana, doch in Erwartung des baldigen Ablebens Filumenas willigt er ein. Nachdem der Priester das Haus verlassen hat, erweist sich Filumena als äußerst munter und gibt gegenüber Domenico zu, ihn reingelegt zu haben. Bitter erinnert sie sich nun an die Jahre mit ihm.
Sie hat drei Söhne geboren. Auf den Rat anderer Dirnen, abzutreiben, mochte sie nicht eingehen. Sie ließ sie bei Bauernfamilien aufwachsen, bezahlt von Domenicos Geld, der von den Kindern nichts wusste. Auch die Söhne selbst wussten nicht, dass die Dame, die öfter auftaucht, ihre Mutter ist. Über einen Heiratsantrag Alfredos lächelt sie nur.
Durch die Heirat mit Domenico bezweckte sie, den Kindern einen Namen zu geben und ihre Versorgung sicherzustellen. In der Wohnung bezieht sie das große Zimmer seiner verstorbenen Mutter, entrümpelt ihre Devotionalien und macht ihren bisherigen Raum für die Söhne frei. Doch Domenico zieht einen Anwalt bei, der Filumena klarmacht, dass eine mittels Täuschung geschlossene Ehe ungültig ist. Sie erkennt die Ungültigkeit an und wirft Domenico Hartherzigkeit vor. Danach lässt sie ihre Söhne zu sich kommen und stellt sich als ihre Mutter vor. Alle drei schließen sie ins Herz, nach anfänglichem Zögern auch der älteste. Gegenüber Domenico erklärt sie, einer der drei sei sein leiblicher Sohn, weigert sich aber standhaft zu verraten, welcher. Domenico ist besessen von der Frage, welcher von ihnen sein Sohn sein könnte. Er stellt ihnen nach, um in ihrem Verhalten Hinweise zu finden, ohne zu einem Ergebnis zu kommen. Bei einem Treffen auf dem Vesuv nennt Filumena ihm zwar einen der Söhne, doch er merkt von selbst, dass es jener ist, der finanzielle Unterstützung am nötigsten hat. Verzweifelt vor Zorn wirft er sie zu Boden, wo ihr Kampf plötzlich in leidenschaftliches Küssen umschlägt. Erneut heiraten sie, diesmal in der Kirche und in Anwesenheit der drei Söhne. Diese nennen ihn daraufhin Papa. Filumena weint zum ersten Mal – vor Glück.

## Entstehung & Veröffentlichung
Für die Kostüme waren Piero Tosi und Vera Marzot zuständig. De Sica mochte den Titel des Films, den der Verleih durchgesetzt hatte, nicht. In der DDR wurde Hochzeit auf italienisch vom staatlichen Filmverleih Progress gemeinsam mit fünf weiteren ausländischen Filmen aus dem Verleihprogramm zurückgezogen.

## Rezeption
Der US-amerikanische Kritik-Aggregator Rotten Tomatoes erfasste 80 % wohlwollende Kritiken.
Klaus Hellwig von der Filmkritik sah den Film als einen weiteren Abstieg des einstigen Neorealisten De Sica an und als einen Versuch des Produzenten Carlo Ponti in der „einträglichen Serie“ mit dem Zusatz „auf italienisch“. Er war der Ansicht, der Stoff hätte sich in einer Viertelstunde erzählen lassen. „Gute zwei Stunden glaubte jedoch de Sica für die Verarbeitung dieser Fabel zu benötigen. Zeitschindende Rückblenden sorgen dafür, daß die Langeweile und das volkstümliche Temperament der Loren nicht zu kurz kommen.“ Der film-dienst wies ebenfalls auf die kommerzielle Zielsetzung der Produktion hin, bei der auf zwei Erfolgsrezepte vertraut werden würde – zum einen auf Sophia Loren und Vittorio De Sica, die zum vierten Mal zusammenarbeiteten, zum anderen mit dem Titel „auf italienisch“ (Original: „all’italiana“), der auf Pietro Germis Satiren (u. a. Scheidung auf italienisch, 1961; Verführung auf italienisch, 1963) anspiele und „saftige Unterhaltung und schadenfrohes Gelächter“ verspreche. De Sica zeige sich im Vergleich zu Germi „weniger hart, weniger grotesk“. Die „forcierte Italianità der Darstellung“ und die drastische Komik würden wenige Nuancen zulassen, dafür aber Anlass zu „Pointen von vulgärer bis anzüglicher Tonart“ geben. Der film-dienst lobte die Darstellung von Sophia Loren, bei der man „öfters das Motiv echten Mitleidens hindurchzuspüren“ glaube. Thematik und Gestaltung des Films würden Hochzeit auf italienisch von der Masse belangloser Unterhaltungsproduktionen abheben, jedoch würden sich De Sicas publikumswirksame Vergröberungen und Abstecher in die Bereiche des „frivolen Schwanks“ schlecht mit dem aufgegriffenen Thema vertragen. Gleichfalls erwähnte Der Spiegel, der Titel solle an die „finanziell ergiebige“ Scheidung auf italienisch erinnern. Ein „der Loren auf den Busen geschriebenes Drehbuch“ erschöpfe sich in einer „Orgie für den Schminkmeister“. Die Frankfurter Allgemeine Zeitung kritisierte ebenfalls die Regieleistung sowie die Entscheidung der Hollywood Foreign Press Association (HFPA), den Film mit dem Golden Globe Award als beste ausländische Produktion auszuzeichnen.
Hochzeit auf italienisch wurde vierfach mit einem David di Donatello ausgezeichnet: Für den besten Regisseur, den besten Produzenten, und je die beste weibliche und männliche Hauptrolle. Zudem wurde Tecla Scarano ein Nastro d’Argento als beste Nebendarstellerin zugesprochen. Außerhalb Italiens wurde der Film 1965 mit dem Golden Globe Award als bester fremdsprachiger Film ausgezeichnet, während Marcello Mastroianni und Sophia Loren als beste Hauptdarsteller in einer Komödie nominiert wurden. Im selben Jahr erhielt Loren auch eine Oscar-Nominierung als beste Hauptdarstellerin. Im Jahr darauf wurde die Produktion als bester fremdsprachiger Film nominiert, während bei den Filmfestspielen in Moskau Loren als beste Schauspielerin gewürdigt wurde.